# Publi Claudi Pulcre (cònsol 184 aC)
Publi Claudi Pulcre (en llatí Publius Claudius App. F. P. N. Pulcher) va ser un magistrat romà. Era fill d'Appi Claudi Pulcre. Formava part de la gens Clàudia.
Va ser edil curul l'any 189 aC i pretor el 188 aC. El 184 aC va ser elegit cònsol, mercès a la intervenció del cònsol sortint, el seu germà Appi Claudi Pulcre, als comicis, on Appi Claudi va imposar l'elecció de forma violenta. El seu col·lega al consolat va ser Luci Porci Licí.
L'any 181 aC va ser un dels triumvirs (Triumviri coloniae deducendae) nomenats per establir una colònia a Gravicae.